# Vårdslös försäkran
Vårdslös försäkran, brott enligt svensk lag.
I brottsbalken 15 kap 10 § står:
"Om någon i skriftlig utsaga, som jämlikt lag eller författning avgives under edlig förpliktelse eller på heder och samvete eller under annan dylik försäkran, lämnar osann uppgift eller förtiger sanningen, dömes, om åtgärden innebär fara i bevishänseende, för osann försäkran till böter eller fängelse i högst sex månader eller, om brottet är grovt, till fängelse i högst två år.
Sker sådan gärning av grov oaktsamhet, dömes för vårdslös försäkran till böter eller fängelse i högst sex månader."